# Le Tourne
Le Tourne là một xã trong tỉnh Gironde, thuộc vùng Nouvelle-Aquitaine của nước Pháp, có dân số là 695 người (thời điểm 1999). Xã nằm trong vùng đô thị của thành phố Bordeaux. Trong khi Le Tourne trong năm 1962 còn có trên 622 dân cư thì năm 1999 đã có 695 người dân. Le Tourne là một nơi trồng nho, thuộc vùng trồng nho Premières Côtes de Bordeaux và Cadillac.